# EssilorLuxottica
Die EssilorLuxottica S.A. entstand im Oktober 2018 durch die Fusion der Essilor International S.A. mit der Luxottica S.p.A. Es ist ein weltweit operierendes augenoptisches Unternehmen mit Hauptsitz in Charenton-le-Pont am Südrand von Paris. Seine Aktien werden an der Pariser Börse als Teil des CAC40 gehandelt.

Essilor-Logo vor der Fusion mit Luxottica

## Geschichte
Da das Unternehmen aus mehreren Fusionen entstanden ist, werden im Folgenden die Entstehungsgeschichten der wichtigsten beteiligten Firmen beschrieben.
Die Unternehmensgeschichte begann mit der Arbeitervereinigung Association Fraternelle des Ouvriers Lunetiers. Sie entstand in Frankreich im Jahr 1848 als Vorläufer der Gewerkschaft der Augenoptiker. Der Name Essel, der bis 1964 Bestand haben sollte, entstand aus der Abkürzung für Societé Lunetiers – SL. Der Erfinder des Bifokalglases, der gebürtige Amerikaner John Louis Borsch Jr. (1873–1929), gründete 1910 parallel dazu die Firma Télégic. Télégic stellte 1956 das erste Brillenglas aus dem leichten, organischen Werkstoff CR-39 unter dem Namen Orma her. Georges Lissac gründete 1948 das Unternehmen Lentilles Ophtalmiques Spéciales – LOS. Später wurde das Unternehmen in Lentilles Ophtalmiques Rationnelles – LOR umbenannt. In den 1950er Jahren wurde die erste randlose – nicht gebohrte, sondern gefräste – Faden-Brille, die Nylor-Brille, am Markt eingeführt. Bernard Maintenaz von Essel erfand im selben Jahr das erste Gleitsichtglas. 1955 wurde die Societé industrielle de Lunietterie gegründet. LOR und Télégic fusionierten 1966 miteinander, die wiederum 1969 mit SIL zu Silor, der Société Industrielle Lentilles Ophtalmiques Rationelles, fusionierten. 1972 fusionierten ESSEL und SILOR zur Essilor International S.A. und gingen drei Jahre später als erstes augenoptisches Unternehmen an die Börse. Essilor kaufte das 1920 gegründete Unternehmen Optische Anstalt Emil Ehinger in Freiburg im Breisgau auf, das seit 1958 die Generalvertretung in Deutschland hatte.
1976 übernahm das Unternehmen die Optik GmbH in Braunschweig, um sich weiteres Know-how zu sichern. Die ersten asiatischen Produktionsstätten wurden 1979 in Bataan auf den Philippinen gegründet. In den darauf folgenden Jahren folgen viele weitere Produktionsstätten und Vertriebszentren. Nach der Deutschen Wiedervereinigung wurden Teile der Rathenower Optischen Werke 1991 aufgekauft – diese hatten bis zur Trennung Deutschlands zu den stärksten und einflussreichsten Glasherstellern in Deutschland gezählt. 2000 wurde ein Joint Venture mit dem japanischen Linsenhersteller Nikon eingegangen.
2008 wurde der Schweizer Schleifmaschinenhersteller Satisloh Holding AG, der aus dem Wetzlarer Unternehmen Loh Optikmaschinen und dem Schweizer Unternehmen Satis Vakuum hervorgegangen ist, durch die Unternehmensbeteiligung Schweiter Technologies AG für 340 Millionen Euro gekauft.
Im Oktober 2018 wurde die im Januar 2017 angekündigte Fusion mit dem italienischen Unternehmen Luxottica wirksam. Die Gruppe wurde somit zum weltweiten Marktführer mit einem Anteil von 30 %. Erst Anfang März 2018 genehmigte die EU-Kommission „den über vier Jahre hinweg geplanten Zusammenschluss des französischen Brillenglas- und Linsenherstellers Essilor und des italienischen Erzeugers von Brillenfassungen, Luxottica“.
Im letzten vollständigen Berichtsjahr (2017) vor der Fusion erzielte Essilor mit rund 67.000 Mitarbeitern bei einem Umsatz von 7,49 Mrd. Euro einen Gewinn von 1,248 Mrd. Euro, Luxottica mit rund 85.000 Mitarbeitern bei einem Umsatz von 9,157 Mrd. Euro einen Gewinn von 1,301 Mrd. Euro.
Im Juli 2019 verlautbarte der EssilorLuxottica-Konzern, an einer Übernahme von GrandVision interessiert zu sein. Mit der HAL Holding als Hauptaktionär GrandVisions habe man hierzu schon eine Einigung erzielen können. Nachdem die erforderlichen kartellrechtlichen Genehmigungen vorlagen, verfügte EssilorLuxottica per 1. Juli 2021 über 76,72 % der Aktien von GrandVision. Der Anteil erhöhte sich bis 20. Dezember 2021 auf 99,84 %. Der letzte Handelstag der GrandVision-Aktien war am 7. Januar 2022.

## Produkte
Das bekannteste Produkt des Unternehmens ist das Gleitsichtglas Varilux, das mittlerweile in vielen verschiedenen Ausprägungen vorhanden ist. Kurze Produktlebenszyklen und eine Häufung der Produktneueinführungen sind ein Kennzeichen mehr und mehr gesättigter Märkte, denen sich die Brillenglashersteller gegenübersehen.
Darüber hinaus werden auch organische und mineralische Silikat-Einstärkengläser unter verschiedenen Herstellermarken, mit Beschichtungen und Veredelungen zur Reflexminderung und mit strahlenabsorbierender Wirkung aus vorwiegend selbstentwickelten Materialien hergestellt. Essilor vertreibt seit 1990 auch selbsttönende Kunststoff-Brillengläser der Transitions Optical Inc., die ein Zusammenschluss mit PPG Industries aus Pittsburgh in den USA ist.

## Essilor in Europa
Im Jahr 2013 hatte Essilor in Europa noch vier Massen-Produktionsstätten, davon befinden sich drei in Frankreich und eine in Irland.

### Essilor Deutschland
Essilor übernahm, ein Jahr nach dem Zusammenschluss von Essel und Silor im Jahr 1972, die 1920 in Freiburg ansässige Optische Anstalt Emil Ehinger GmbH. Dieses Unternehmen hatte lange eng mit Essel zusammengearbeitet, bevor es 1958 dessen Generalvertretung in Deutschland übernahm.
Drei Jahre später folgte im Jahr 1976 die Übernahme der Braunschweiger Optik GmbH. Die 1945 gegründete Optik GmbH in Braunschweig war seit 1960 die alleinige Vertretung von Silor in Deutschland.
1997 eröffnete Essilor in Hanau ein hochmodernes Logistikzentrum. Es ist in Europa das einzige vollautomatisierte Lager für die Kommissionierung von Brillengläsern für Augenoptiker.
Im Jahr 2000 wurde ein Teil der ehemaligen Rathenower Optischen Werke von Essilor übernommen. Dieser Produktionsbereich wurde im Jahr 2013 geschlossen.
Bis heute sind Freiburg (Verwaltung) und Braunschweig (Produktion) Standorte von Essilor in Deutschland; dort sind insgesamt rund 450 Mitarbeiter beschäftigt. Seit 2017 wird im Werk in Braunschweig das Gleitsichtglas Varilux X series für Deutschland und Österreich gefertigt.
Wie auch weltweit engagiert sich Essilor in Deutschland für gutes Sehen und organisiert für benachteiligte Menschen Sehtests und stellt ihnen Korrektionsgläser zur Verfügung. Im Zentrum stehen dabei die Special Olympics. Seit 2004 unterstützt der Brillenglashersteller diese Sportorganisation für geistig und mehrfach behinderte Athleten im Rahmen des umfassenden Gesundheitsprogramms Healthy Athletes. Soziales Engagement zeigt Essilor zudem alljährlich im Oktober mit zahlreichen Aktionen rund um den Welttag des Sehens am 10. Oktober sowie mit Screenings, die das Unternehmen zusammen mit Fachschulen in SOS-Kinderdörfern veranstaltet.

## Brillenglas-Kartell
Im Juni 2010 hat das deutsche Bundeskartellamt gegen fünf Brillenglashersteller und den Zentralverband der Augenoptiker und Optometristen (ZVA) wegen Kartellabsprachen Bußgelder in Höhe von insgesamt 115 Mio. Euro verhängt.
Beteiligt waren folgende Unternehmen:
- Essilor GmbH (heute EssilorLuxottica)
- Rupp + Hubrach Optik GmbH, Bamberg (ebenfalls EssilorLuxottica)
- Carl Zeiss Vision GmbH, Aalen
- Rodenstock GmbH, München
- Hoya Lens Deutschland GmbH, Mönchengladbach.[14][15]

### Essilor Österreich
In Österreich besteht das Unternehmen seit 1969, vorerst als österreichische Filiale des deutschen Generalvertreters von Essel, Emil Ehinger dann, 1983, kam es zur Fusion mit dem Bereich Augenoptik von Swarovski. Von den 1970er bis in die 1990er Jahre teilte sich das Unternehmen mit Zeiss und Hugo Michtner- Rodenstock praktisch den gesamten österreichischen Brillen- und Gläsermarkt mit eigenen Rezeptschleifereien in Wien. Seit 1995 ist die Essilor Austria GmbH eine hundertprozentige Tochter der französischen Essilor International S.A.
Am 1. April 2013 übersiedelte das Unternehmen mit 45 Mitarbeitern nach Brunn am Gebirge und betreut von hier aus die österreichischen Optiker, sowie die Standorte in Tschechien, Slowakei, Ungarn, Slowenien, Kroatien, Serbien, Rumänien und Bulgarien.

### Essilor Schweiz
In der Schweiz ist Essilor mit der Essilor (Suisse) SA in Genf und einer Zweigniederlassung in Zürich vertreten.